# فوستون (مینه‌سوتا)
فوستون، مینه‌سوتا (به انگلیسی: Fosston, Minnesota) یک شهر در ایالات متحده آمریکا است که در شهرستان پولک واقع شده‌است.

## خصوصیات
فوستون ۴٫۴۳ کیلومترمربع مساحت و ۱٬۵۲۷ نفر جمعیت دارد و ۳۹۴ متر بالاتر از سطح دریا واقع شده‌است.